# Венцкус, Римантас
Ри́мантас Ве́нцкус (лит. Rimantas Venckus; род. 13 сентября 1949) — литовский театральный режиссёр и театральный педагог, художественный руководитель театра Вильнюсского университета.

## Биография
Учился на филологическом факультете Вильнюсского университета (закончил в 1973 году) и ещё студентом в 1972 году поставил первый спектакль по поэзии Йонаса Мекаса. В 1978—1982 годах заочно учился в Государственном институте театрального искусства в Москве.
С 1975 года работал режиссёром и педагогом сценической речи в Дворовом театре Вильнюсского университета (до 1990 года). Одновременно работал научным редактором Главной редакции энциклопедий (1975—1976), куратором и ведущим мероприятий Дворца работников культуры (1976—2001) и вильнюсской Ратуши (2001—2002), а также был ведущим театральных передач Литовского телевидения (1977—1983), в 1998 году — ведущий передач Вильнюсской радиостудии.
Инициатор образования (в 1988 году) и руководитель Ассоциации театров университетов Литвы, объединяющей шесть университетских театров Каунаса, Клайпеды и Вильнюса.
В 1990—2005 годах руководитель и режиссёр камерного театра Вильнюсского театра «Минимум». С 2006 года художественный руководитель театра Вильнюсского университета. Автор ряда драматических произведений. Поставленные Венцкусом спектакли театр «Минимум» играл в Лондоне, Париже, Инсбруке. С поставленными Венцкусом спектаклями студенческие коллективы принимали участие в международных студенческих театральных фестивалях в Белоруссии, Бельгии, Германии, Испании, Мексике, Франции, Хорватии.